# روي كورنيل
روي كورنيل (بالإنجليزية: Roy Cornell)‏ هو سياسي أمريكي، ولد في 5 ديسمبر 1943 في الولايات المتحدة، وتوفي في 2004 بهاريسبرج في الولايات المتحدة. حزبياً، نشط في الحزب الجمهوري. وقد انتخب عضو مجلس نواب بنسيلفانيا.